# Silvestre Guevara y Lira
Silvestre Guevara y Lira (* um 1814 in Chamariapa, heute Cantaura, Anzoátegui, Venezuela; † 20. Februar 1882 in Santiago de León de Caracas) war ein venezolanischer Geistlicher.

## Leben
Silvestre Guevara y Lira studierte Theologie und Philosophie an der Universidad Central de Venezuela. Bischof Mèndez weihte ihn um 1835 zum Priester. Papst Pius IX. ernannte ihn am 27. September 1852 zum Erzbischof von Caracas. Mariano Fernández Fortique, Bischof von Guayana, weihte ihn am 6. Februar 1853 in Caracas zum Bischof. Mitkonsekratoren waren Mariano Talavera Y Garcés, Titularbischof von Tircca, und Juan Hilario Bosset, Bischof von Mérida. Zeitweise war er Abgeordneter des Kongresses für Guayana. 1862 wurde er von Venezuela nach Rom entsandt, um dort ein Konkordat vorzubereiten und es am 26. Juli 1862 zu unterzeichnen. In den 1870er Jahren wurde er unter Staatschef Antonio Guzmán Blanco, der die Macht der Kirche einschränkte, des Landes verwiesen. Papst Pius IX. nahm am 9. Januar 1877 seinen Rücktritt an und ernannte ihn zum Titularerzbischof von Amasea.
Guevara y Lira nahm am Ersten Vatikanischen Konzil als Konzilsvater teil.